# Servette FC Chênois Féminin
Der Servette FC Chênois Féminin ist die Frauenfussball-Abteilung des Servette FC. Die erste Mannschaft spielt seit 2018/19 in der höchsten Liga der Schweiz.

## Geschichte
1974 wurde der Verein als Abteilung des Club Sportif Chênois gegründet. Der Verein machte sich 2012 als Football Féminin Chênois Genève eigenständig und schloss sich 2017 dem Servette FC an.
Bereits nach der ersten Saison stieg der neue Verein Servette FC Chênois in die oberste Liga auf. In der aufgrund der Covid-19-Pandemie unterbrochenen Saison 2019/20 hatte sich der Verein für die UEFA Women’s Champions League qualifiziert. In der darauffolgenden Saison 2020/21 wurde der Verein erstmals Schweizer Meister. Nach dem FC Sion (1976 und 1977) war Servette der zweite Verein aus der Westschweiz, der die Meisterschaft gewinnen konnte. Die Saison 2021/22 wurde nach neuem Modus ausgetragen: Servette gewann die Qualifikation, verlor jedoch das Playoff-Finale im Elfmeterschiessen gegen den FC Zürich Frauen. 2023 gewann Servette zum ersten Mal den Schweizer Cup. Im Final wurde der FC St. Gallen Frauen mit 1:0 besiegt. Auch in der Meisterschaft war Servette während fast der ganzen Saison überlegen: Der Verein lag nach der Qualifikation ungeschlagen in Führung und spielte sich in den Playoff-Final durch, der jedoch wie im Vorjahr gegen FC Zürich Frauen verlorenging. Es war das einzige Spiel der ganzen Saison, das Servette verlor. Nach Abschluss der Saison trennte sich Servette von seinem Trainer Éric Sévérac, der das Team seit dessen Schaffung 2017 betreut hatte. Mit dem neuen Trainer Jose Barcala gewann Servette in der Saison 2023/24 erstmals das Double aus Meisterschaft und Cup.

## Erfolge
- Schweizer Meisterschaft: 2021, 2024
- Cupsieg: 2023, 2024
- Sieger Nationalliga B: 2013

## Aktueller Kader
Stand: 18. September 2024
| Nr.          | Nat.               | Spieler              | Geburtsjahr |
| Tor          | Tor                | Tor                  | Tor         |
| ------------ | ------------------ | -------------------- | ----------- |
| 1            | Finnland           | Tinja-Riikka Korpela | 1986        |
| 30           | Frankreich         | Mickaela Bottega     | 1993        |
| Verteidigung |                    |                      |             |
| 3            | Frankreich         | Daïna Bourma         | 1999        |
| 4            | Schweiz            | Laura Felber         | 2001        |
| 8            | Venezuela          | Yenifer Giménez      | 1996        |
| 13           | Frankreich         | Manon Revelli        | 2001        |
| 18           | Kroatien           | Ana Jelenčić         | 1994        |
| 24           | Portugal           | Joana Marchão        | 1996        |
| 37           | Schweiz            | Amina Muratovic      | 2006        |
| 18           | Schweiz            | Chiara Wallin        | 2007        |
| Mittelfeld   |                    |                      |             |
| 2            | Schweiz            | Laura Tufo           | 2001        |
| 5            | Schweiz            | Sandrine Mauron      | 1996        |
| 6            | Marokko Frankreich | Élodie Nakkach       | 1995        |
| 8            | Spanien            | Paula Serrano        | 1991        |
| 21           | Frankreich         | Maéva Clemaron       | 1992        |
| -            | Estland            | Jaanika Volkov       | 2005        |
| Sturm        |                    |                      |             |
| 7            | Marokko Frankreich | Imane Saoud          | 2002        |
| 9            | Schweden           | Cassandra Korhonen   | 1998        |
| 10           | Frankreich Marokko | Imène El Ghazouani   | 2000        |
| 17           | Schweden           | Therese Simonsson    | 1998        |
| 20           | Litauen            | Rimantė Jonušaitė    | 2003        |
| 29           | Spanien            | Paloma Lázaro        | 1993        |

## Ehemalige Spielerinnen (Auswahl)
- Caroline Abbé
- Amira Arfaoui
- Léonie Fleury
- Thaïs Hurni
- Alyssa Lagonia
- Sandy Maendly
- Natalia Padilla-Bidas
- Maëva Sarrasin
- Amandine Soulard
- Coumba Sow
- Kattalin Stahl
- Gaëlle Thalmann